# Akcesoria seksualne
Akcesoria seksualne (lub akcesoria erotyczne) – obiekty lub urządzenia służące do wywoływania podniecenia seksualnego oraz urozmaicenia współżycia. 
Akcesoria mogą być zaprojektowane tak, aby przypominały ludzkie genitalia, jak np.: wibrator, sztuczny członek, sztuczna pochwa, kulki waginalne, kulki analne, zatyczka analna, ale mogą to być również ubrania i bielizna czy też przedmioty stosowane w praktykach BDSM: baty, pasy, kajdanki, maski, obroże.
Pomimo iż w wielu krajach akcesoria seksualne są szeroko dostępne w sex shopach, są miejsca, gdzie ich posiadanie stanowi wykroczenie. Są nielegalnym produktem np. w Indiach oraz w stanie Alabama w Stanach Zjednoczonych.